# Аржентинска морска свиня
Аржентинската морска свиня (Phocoena spinipinnis) е вид бозайник от семейство Морски свине (Phocoenidae).

## Разпространение и местообитание
Разпространен е в Аржентина, Бразилия, Перу, Уругвай и Чили.